# حمدان (اسم)
حمدان هو اسم علم مذكر من أصل عربي، ومعناه هو صفة مشبهة من الحمد، وهو الحامد لربه القنوع بما يأتيه المحمود بين الناس.

## الأصل اللغوي
اسم “حمدان” هو اسم عربي يعود أصله إلى اللغة العربية ويشتق الاسم من الجذر العربي “حمد” الذي يعني “الثناء” أو “الشكر”، ويعبر عن الحمد والامتنان لله وبالتالي، يحمل اسم “حمدان” معنى “الشاكر” أو “المثني”.
يعتبر “حمدان” من الأسماء الشائعة في العالم العربي ويستخدم في مختلف الثقافات العربية.
يعتبر اسمًا محببًا ومرموقًا ويحظى بشعبية كبيرة في العديد من البلدان العربية، وقد يتم اختيار اسم “حمدان” لأطفالهم من قبل الأهل نظرًا للمعاني الإيجابية والقيم التي يحملها الاسم. كما يمكن أن يكون الاسم مرتبطًا بالتقاليد العائلية أو الثقافية، حيث يتم تمريره من جيل إلى جيل.

ويجدر بالذكر أنه بالإضافة إلى المعنى الإسلامي للشكر والثناء على الله، يمكن أيضًا تفسير اسم “حمدان” بمعنى القوة والشجاعة في بعض الثقافات العربية الأخرى.

## شخصيات تحمل الاسم
- حمدان البيشي (منافِس أوليمبي سعودي، 5 مايو 1981 – )
- حمدان الحمدان (لاعب كرة قدم سعودي، 2 ديسمبر 1984 – )
- حمدان الشمراني (لاعب كرة قدم سعودي، 14 ديسمبر 1996 – )
- حمدان الكمالي (لاعب كرة قدم إماراتي، 2 مايو 1989[2] – )
- حمدان بن راشد آل مكتوم (25 ديسمبر 1945 – )
- حمدان بن زايد آل نهيان (سياسي إماراتي، 1963 – )
- حمدان بن محمد بن راشد آل مكتوم (ولي عهد إمارة دبي، 14 نوفمبر 1982 – )
- حمدان خوجة (1773 – 1842)
- حمدان قاسم (لاعب كرة قدم إماراتي، 2 أكتوبر 1988 – )
- حمدان قرمط (القرن 9 – )

## وصلات خارجية
- موسوعة السلطان قابوس لأسماء العرب

نسخة محفوظة 5 أبريل 2019 على موقع واي باك مشين.